# Изолати Мачо (Комо)
Изолати Мачо је насеље у Италији у округу Комо, региону Ломбардија.
Према процени из 2011. у насељу је живело 34 становника. Насеље се налази на надморској висини од 371 м.